# Elaphropus brevis
Elaphropus brevis är en skalbaggsart som beskrevs av Thomas Casey. Elaphropus brevis ingår i släktet Elaphropus och familjen jordlöpare. Inga underarter finns listade i Catalogue of Life.